# 39 Андромеды
39 Андромеды (лат. 39 Andromedae, HD 6116) — двойная звезда в созвездии Андромеды на расстоянии приблизительно 340 световых лет (около 104 парсеков) от Солнца. Видимая звёздная величина звезды — +5,932m.

## Характеристики
Первый компонент (HD 6116) — белая Am-звезда спектрального класса kA3hA7VmA9. Видимая звёздная величина звезды — +5,9m. Радиус — около 1,2 солнечного, светимость — около 39,95 солнечных. Эффективная температура — около 8073 K.
Второй компонент (UCAC4 657-004031) — оранжевый карлик спектрального класса K. Видимая звёздная величина звезды — +12,3m. Радиус — около 0,61 солнечного, светимость — около 0,129 солнечной. Эффективная температура — около 4417 K. Удалён на 20,1 угловых секунд.